# 薩萊沃山
萨莱沃山（法語：Salève，法語發音：[salɛv]；又译萨雷布山）位于法国上萨瓦省北部，紧邻瑞士日内瓦，属于前阿尔卑斯山脉。
前往山顶可以通过缆车、公路以及登山小道。19世纪曾经建设登山铁路，现已废弃。山顶有观景平台，可以俯瞰日内瓦和莱芒湖的景色。

## 外部連結
- （法文）Site de la Maison du Salève （页面存档备份，存于）